# Kostel svatého Mikuláše (Mladoňov)
Kostel svatého Mikuláše v Mladoňově je barokní stavbou z roku 1740. V roce 1964 byl areál kostela s křížem zapsán na seznam kulturních památek.

## Historie
Kostel a faru měla obec již ve 14. století. Zmiňována je v listině z roku 1350 o zřízení litomyšlského biskupství. V roce 1423 byl kostel poničen husity. Na výzvu olomouckého vikariátu byla v roce 1540 uspořádána sbírka na jeho opravu. Kostel byl zasvěcen Maří Magdaléně.
Barokní kostel sv. Mikuláše u hřbitova byl postaven v roce 1740. Byl vystavěn nákladem vrchnosti na jiném místě než původní kostel.
V letech 2010 až 2015 byla provedena celková oprava střechy a krovu kostela včetně sakristie. Byla položena nová krytina z břidlicových tašek, krov byl opatřen nátěrem proti hmyzu a plísním.

## Popis

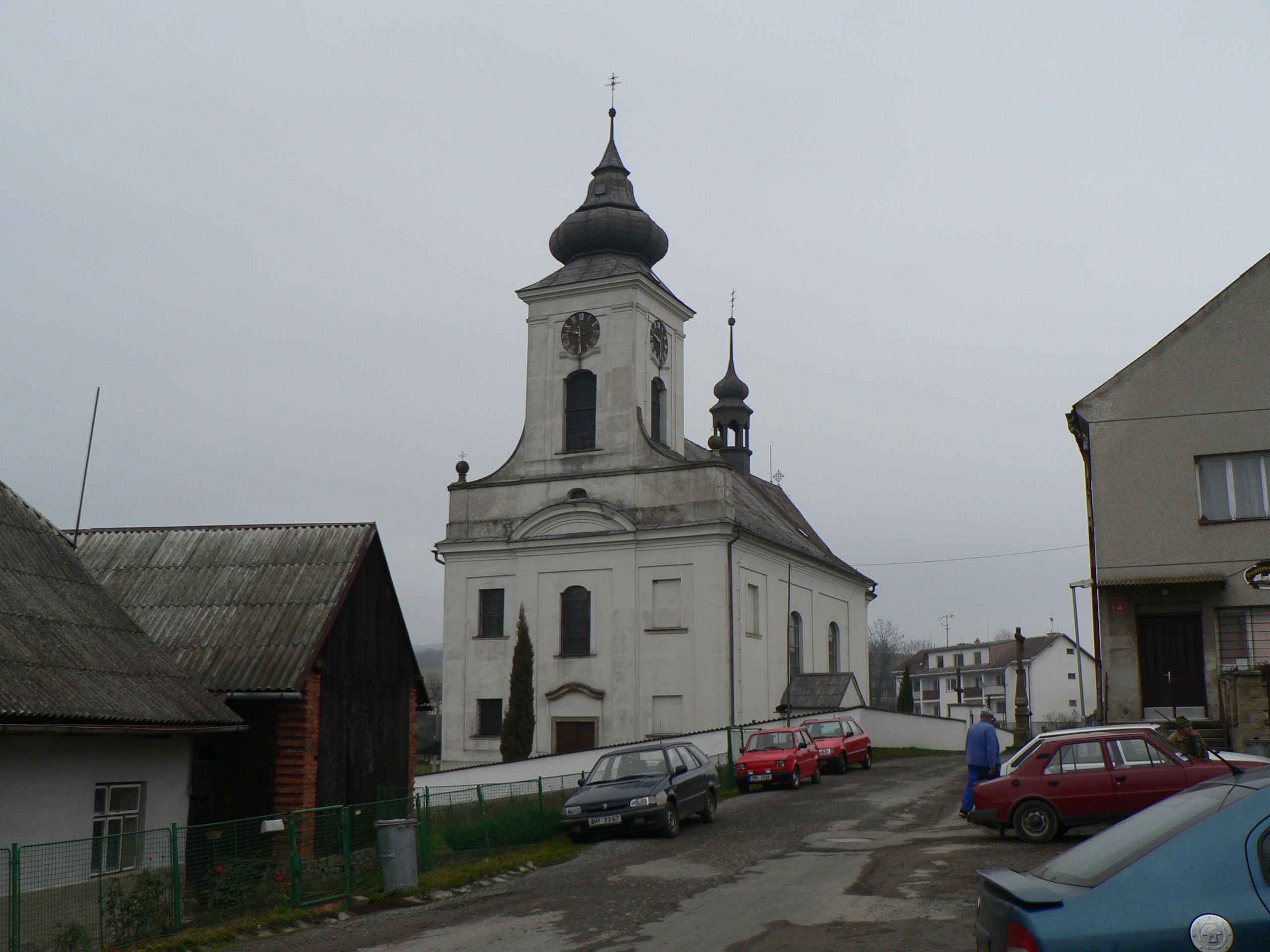
průčelí kostela

Kostel se hřbitovem je situován v mírně svažitém terénu uprostřed obce vedle silnice. Celý areál je obklopen bíle omítnutou ohradní zdí pokrytou vlnitou krytinou. Před vstupní branou na jižní straně stojí pískovcový kříž z roku 1801.
Kostel je orientovaná jednolodní stavba obdélného půdorysu s půlkruhovým závěrem, postavená z kamenného a cihelného zdiva, omítnutá hladkou vápennou omítkou bílé barvy. Presbytář je užší než loď, stejně vysoký. Hlavní průčelí přechází přes segmentový štít do čtyřboké věže stojící na atikové zdi s prohnutými křídly na okrajích zdobené pískovcovými koulemi s křížky. Věž se segmentovými okny, ciferníky hodin a nárožními pilastry je zakončena cibulí. Okna v průčelí jsou pravoúhlá, na pravé straně zaslepená. Loď má sedlovou střechu krytou břidlicí, nad kněžištěm půlkulatě zakončenou a s šestibokým sanktusníkem s lucernou a cibulí. Okna jsou segmentově zakončená a rámována plochou širokou šambránou. Přízemní, půdorysně obdélná sakristie s pultovou zvalbenou střechou je přistavěna ze severovýchodu u presbytáře. Přístavba předsíně na jihovýchodní straně má sedlovou střechu a pískovcové ostění pravoúhlého vstupu.
Prostor podvěží je zaklenut českou plackou v rozích zdobenou plastickými kapkami. Vpravo pravoúhlý vchod k dřevěnému schodišti na kruchtu, podlahy v celém objektu jsou z nových čtvercových červených pálených dlaždic. Stěna ve středové ose pod zábradlím kruchty a pilastry podkruchtí jsou zdobené štukovými čabrakami. Vstup do prostoru pod kruchtou je otevřenou arkádou, další dva arkádové otvory do malého západního prostoru zaklenutého pruskou plackou se segmentovým oknem s vitráží (sv. Mikuláš) na jihozápad a segmentovým záklenkem v severní stěně.
Křížovou cestu v kostele maloval Jan Dittmann, obraz sv. Mikuláše nad hlavním oltářem v r. 1836 František Leiter.